# Mega Man Xtreme 2
Mega Man Xtreme 2 (Rockman X2: Soul Eraser no Japão) é um jogo eletrônico lançado originalmente para o Game Boy Color e é a continuação direta de Mega Man Xtreme. O jogo foi lançado em 19 de julho de 2001 no Japão e em 30 de outubro do mesmo ano na América do Norte, pela Capcom. No começo de 2002, 8 de fevereiro, o jogo foi lançado na Europa. Cronologicamente, o jogo se passa entre Mega Man X2 e Mega Man X3, algum tempo após Mega Man Xtreme.

## Jogabilidade
O jogo funciona de maneira similar ao título anterior, Mega man Xtreme, com a diferença de que o jogador pode escolher jogar como X ou Zero. Ambos os personagens possuem habilidades especiais únicas, que os ajudam durante a aventura, mas também possuem, cada um, suas fraquezas. Mega Man X usa seu X-Buster, que pode ser carregado em três níveis diferentes de potência, para atirar em inimigos à distância. Já Zero usa o Z-Saber para combates corpo-a-corpo. As chances de Zero tomar dano é maior, mas, em compensação, o dano de sua arma é superior ao X-Buster.
A maior diferença do jogo anterior é que, ao derrotar um chefe, apenas o personagem usado na batalha ganhará a arma nova, ao invés de ambos. Essa mudança obriga o jogador a considerar melhor qual dos dois personagens, X ou Zero, se beneficiarão mais daquele upgrade. Além disso, após cada nível, o DNA adquirido irá acumular, podendo mais tarde ser usado para comprar itens de Iris.

## História
Reploids por todo o mundo tem perdido suas almas DNA, que estão sendo usadas para fortalecer um poderoso exército de Mavericks mortos-vivo na misteriosa Ilha Laguz. Com a ajuda de sua nova amiga Iris, X e Zero pretendem acabar com esse problema.